# Opoe Wedersmeer
Opoe Wedersmeer (Engels: Granny Weatherwax) is een personage uit de Schijfwereld boeken van de Britse schrijver Terry Pratchett.
Esmeralda (of kortweg Esmee) Wedersmeer is een heks uit het koninkrijkje Lankhr in het Ramtopgebergte. Ze is een van de machtigste heksen van de Schijfwereld en zelfs de meeste tovenaars zijn geen partij voor haar. Ze is vrij knap, lang en heeft wit haar. Ze was de leerlinge van de heks Beppe Kabaalstra.
Ze was vroedvrouw bij de familie Smit, waar ze 's werelds eerste vrouwelijke tovenaar Eskariena Smit ter wereld bracht. Ze verzorgde haar opleiding, tot ze werd aangenomen op de Gesloten Universiteit van Ankh-Meurbork. Dat was voor Opoe ook de eerste keer dat ze zo ver van huis was. Na de moord op koning Verinus van Lankhr zorgde zij ervoor dat de moordenaars gestraft werden en de rechtmatige opvolger op de troon kwam.
Ze vormde een onregelmatig bij elkaar komende heksenkring met de heksen Ootje Nack en Magraat Knophlox.

## Boeken met Opoe Wedersmeer
- Meidezeggenschap
- De plaagzusters
- Heksen in de lucht
- Edele Heren en Dames
- Maskerade
- Pluk de Strot